# Attac
Association pour la Taxation des Transactions pour l'Aide aux Citoyens (ATTAC) er en organisation som har til mål at indføre skat på valutatransaktioner.

## Starten
ATTAC blev grundlagt i Frankrig i 1998, efter at den franske avis Le Monde diplomatique opfordrede til at oprette en organisation som skulle arbejde for at indføre en skat på valutatransaktioner, kaldt Tobinskatten. Målsætningen var at lægge en dæmper på valutaspekulationer, som gør finansmarkederne ustabile og verdensøkonomien sårbar for kriser, som man f.eks. så i 90'erne i Sydøstasien. Konsekvenserne af denne ustabile verdensøkonomi kan være fatale for folk specielt i udviklingslande, og millioner af mennesker er blevet tvunget ud i arbejdsløshed og fattigdom. Tobinskatten blev symbolsk for arbejdet mod liberalisering og for stabilisering af de globale finansmarkedene. ATTAC blev grundlagt for at åbne for en mere demokratisk og retfærdig verdensøkonomi.
Attac arbejder under mottoet ’En anden verden er mulig’. Målet er en mere retfærdig og demokratisk verden. ATTAC mener, at den nyliberalistiske politik, som er blevet stadig mere dominerende på verdensbasis, bør erstattes med en alternativ politik som sætter menneskelige hensyn i centrum.